# Дзержинський ремонтно-механічний завод
Дзержинський ремонтно-механічний завод — підприємство міста Торецька, підпорядковане  виробничому об'єднанню «Дзержинськвугілля».  
Історія Дзержинського ремонтно-механічний заводу починається з Центральних електро-механічних майстерін (ЦЕММ), які були засновані в 1901 році і складалися з 5 основних цехів: механічного, ливарного, ковальського, металоконструкцій, модельного. 
Після вигнання німецьких окупантів у ЦЕММе залишилися стіни 4 основних корпусів і руїни 3-х будівель. Верстатний парк був зовсім відсутній. 
Перед колективом ЦЕММ (57 осіб) стояли великі завдання - разом з відновленням механізмів шахт, відновити майстерні та обладнання. 
З перших же днів виникла необхідність в лиття. Відновлена вагранка почала працювати в листопаді 1943 року. 
У 1947 році колектив ЦЕММ зріс до 224 людей. У 1960 році були виділені площі під будівництво нових ЦЕММ на території колишньої шахти № 1-1-біс, будівництво завершилося в 1961 році. 
З 2000 року заводом керує Шолохов Анатолій Якович, повний кавалер знаку "Шахтарська слава". 
У структурі Дзержинського РМЗ є унікальна ділянка гірничо-шахтного обладнання (ГШО), який проводить ремонт обладнання в шахтних умовах. Начальник ділянки ГШО Горпинченко Анатолій Іванович - повний кавалер знака «Шахтарська слава». 
Відмінною особливістю є те, що ділянка проводить ремонтні роботи, не перериваючи процесу видобутку вугілля, і в найзручніший для шахт час виконує капітальні ремонти вугільних і породних завантажувальних пристроїв, перекидачів, комплексів обміну вагонеток, обладнання котелень і вантажно-технологічних комплексів шахт. 
РМЗ спеціалізується з ремонту насосів, вентиляторів, напівскатів, проводить капітальний ремонт вузлів різноманітних механізмів гірничо-шахтного устаткування. На ділянці освоєний випуск аератора «Прохолода», щомісячно виконуються замовлення з виготовлення шпильок і конусних сполук, згонів і патрубків, напівмуфт і багато чого іншого. Структура РМЗ: механоскладальний цех, ділянка по збірці металоконструкцій і ливарна ділянка, центрально-заводської лабораторії. 
Славну сторінку в історії РМЗ вписав колишній токар механоскладальної ділянки Волков Іван Васильович. Його робочий стаж на заводі становив понад 50 років.